# ماتيو كليموفيتش
ماتيو كليموفيتش (بالإسبانية: Mateo Klimowicz) (مواليد 6 يوليو 2000) هو لاعب كرة قدم أرجنتيني يلعب في مركز خط الوسط المهاجم في نادي شتوتغارت.

## روابط خارجية
- ماتيو كليموفيتش على موقع إي إس بي إن إف سي (الإنجليزية)
- ماتيو كليموفيتش على موقع قاعدة بيانات كرة القدم.إي يو (الإنجليزية)
- ماتيو كليموفيتش على موقع Soccerbase.com (لاعب) (الإنجليزية)
- ماتيو كليموفيتش على موقع Soccerway.com (الإنجليزية)
- ماتيو كليموفيتش على موقع عالم كرة القدم.نت (الإنجليزية)